# Honda Deauville
Honda Deauville – motocykl turystyczny marki Honda produkowany w różnych generacjach do 2012 roku.

## Honda NT650V Deauville 1998-2005

### Dane techniczne
- Pojemność skokowa:647 cm³
- Typ silnika: V2
- Liczba suwów: 4
- Moc maksymalna: 56.00 KM (40.9 kW)) przy 7750 RPM
- Maksymalny moment obrotowy: 55.00 Nm (5.6 kgf-m or 40.6 ft.lbs) przy 6250 RPM
- Średnica cylindra x skok tłoka: 79,0 x 66,0 mm
- Zasilanie: Gaźnik
- Liczba zaworów na cylinder: 3
- Rozruch: Elektryczny
- Skrzynia biegów: 5 biegowa
- Wtórne przeniesienie napędu: wał napędowy
- Waga na sucho: 223 kg
- Wysokość siodła: 814 mm
- Rozstaw osi: 1473 mm
- Skok zawieszenia przedniego: 115 mm
- Skok zawieszenia tylnego: 120 mm
- Opona przednia: 120/70-ZR17
- Opona tylna: 150/70-ZR17
- Hamulec przedni: dwutarczowy
- Średnica przedniej tarczy: 296 mm
- Hamulec tylny: jednotarczowy
- Średnica tylnej tarczy: 276 mm
- Prędkość maksymalna 179,0 km/h (111,2 mph)
- Stosunek mocy do masy: 0,2511 HP/kg
- Pojemność zbiornika paliwa: 17 litrów

## Honda NT700V Deauville 2006-2013

### Dane techniczne
- Typ silnika: chłodzony cieczą, 2-cylindrowy, widlasty 52°, 4-suwowy, 8-zaworowy, SOHC
- Rama: Stalowa, 2-belkowa
- Pojemność skokowa: 680 cm³
- Średnica x skok tłoka: 81 x 66 mm
- Stopień sprężania: 10:1
- Układ zasilania: elektroniczny wtrysk paliwa PGM-FI
- Maks. moc: 66 KM / 8000 obr./min
- Maks. moment obrotowy (Nm / obr): 66 Nm / 6500 obr./min
- Rozrusznik: Elektryczny
- Skrzynia biegów: 5-biegowa 
  - Przełożenie wstępne: 1.763 (67/38)
  - Przełożenie biegu 1: 2.571 (36/14)
  - Przełożenie biegu 2: 1.688 (27/16)
  - Przełożenie biegu 3: 1.300 (26/20)
  - Przełożenie biegu 4: 1.074 (29/27)
  - Przełożenie biegu 5: 0.923 (24/26)
  - Przełożenie końcowe: 3.091 (34/11)
- Przeniesienie napędu: wał napędowy
- Kąt nachylenia główki ramy: 28° 50'
- Promień skrętu: 3,2 m
- Prześwit: 156 mm
- Masa własna pojazdu (z płynami i paliwem): 257 kg (P: 113 kg; T: 144 kg)
- Dopuszczalna masa całkowita: 454 kg
- Opona przednia: 120/70-ZR17 (58W)
- Opona tylna: 150/70-ZR17 (69W)
- Zawieszenie przednie: 41 mm widelec teleskopowy, skok 115 mm
- Zawieszenie tylne: Wahacz wleczony, pojedynczy amortyzator z regulacją napięcia wstępnego sprężyny, skok 122.5 mm
- Hamulce przednie: 296 x 4.5 mm, podwójne tarczowe, 3-tłoczkowy CBS, ABS
- Hamulce tylne: 276 x 6 mm, pojedynczy tarczowy, 2-tłoczkowy, ABS
- Prędkość maksymalna: 185 km/h